# 折田要蔵
折田 要蔵（おりた ようぞう）は、幕末の薩摩藩士。砲術家。湊川神社初代宮司。名は年秀。

## 人物・生涯
祖父田中玄淵の薫陶を受け、天保10年（1839年）造士館に入学。弘化2年（1845年）江戸に遊学して昌平黌に入るが、留学中藤田東湖、また特に箕作阮甫から蘭学を学んで西洋兵学に精通する。嘉永元年（1848年）蝦夷地・樺太に渡って見聞を広める。嘉永6年（1853年）黒船が来航すると水夫や鍛冶師に扮して蒸気船や大砲の視察を行った。安政2年（1855年）徳川斉昭の求めに応じて軍艦や海防について論じて称された。しかし同年に志士を糾合する謀略が明るみに出たことから江戸町奉行に捕らえられ、薩摩に送られる。
文久3年（1863年）薩英戦争が起こると砲術に精通していたことを買われ、砲台の建造と大砲製造の主事を務めた。同年、島津久光の上京に従軍。元治元年（1864年）摂津沖の防備を急務と考える島津久光の命を受けて湾岸防備設備の設計を行って久光に提出した。久光から献策を受けた幕府より台場造営を命じられ、100人扶持。なおこのとき、一橋家家臣だった渋沢栄一が内偵のために一時期内弟子となっている。また久光に建言して楠木正成ら南朝の忠臣らの顕彰のため、湊川の戦いの跡地に英霊を祀ることを上奏させている。慶応4年（1868年）山陰道鎮撫総督参謀書記として山陰道を西進し、生野代官所が抵抗を見せたため黒田清綱とともにこれを破り、代官横田新之丞を追放。総督西園寺公望から代官所の占領を命じられ、直後に発生した一揆への対応に苦慮するが、鉄砲隊を駆使して鎮圧に成功した。同年、府中裁判所が設置されると判事に就任。
明治3年（1870年）官を辞し、三国屋要七と名乗って京都で武器商人に転身した。明治6年（1873年）かねてより建立を建言していた湊川神社の初代宮司に任じられる。明治10年（1877年）廣田神社宮司に転任を命じられたものの、これを辞退し引き続き湊川神社宮司を務めた。明治30年（1897年）湊川菊水文庫の官舎で没。

## 折田要蔵が登場する作品

### テレビドラマ
- 『青天を衝け』（2021年、NHK大河ドラマ） - 演：徳井優